# Свидание с Судьбой
«Свидание с Судьбой» (англ. Tryst with Destiny, 14 августа 1947 года) — речь Джавахарлала Неру, первого премьер-министра Индии, произнесённая в ночь с 14 на 15 августа 1947 года перед Учредительным собранием Индии в здании парламента накануне объявления Дня независимости Индии. Она считается одной из величайших речей XX века.
Обращаясь к Учредительному собранию и миллионам индийцев, Джавахарлал Неру отразил в своей речи ключевые аспекты прошлого, настоящего и будущего Индии, подчеркнув духовные и культурные традиции нации. Он говорил о значении свободы, связывая её не только с независимостью от колониального господства, но и с ответственностью перед всем человечеством. Неру призвал к ненасилию, сохранению демократических ценностей и построению процветающего государства.
Это выступление считается символическим манифестом новой Индии и часто сравнивается с такими важными историческими документами, как Геттисбергская речь Авраама Линкольна и Декларация независимости США. В нём выражена идея «судьбы» — особой миссии Индии в мире, основанной на её древней культуре и стремлении к прогрессу.
Речь «Свидание с судьбой» остаётся актуальной и рассматривается как важный политический и литературный текст в истории Индии.

## История
Объявление независимости Индии было назначено на 15 августа 1947 года. Этот день был выбран, так как 14 августа должна была состояться церемония подписания Акта о независимости Пакистана последним Генерал-губернатором Индии лордом Маунтбеттеном. А на следующий день лорд Маунтбеттен дожен был присутствовать на аналогичной церемонии в Индии. Однако астрологи предсказали, что 14 августа будет более благоприятной датой. Джавахарлал Неру нашёл компромиссное решение: Ассамблея Индии была созвана во второй половине 14 августа и продолжила работу до речи Неру, назначенной незадолго до полуночи. Для выступления Джавахарлал Неру выбрал золотистый шелковый пиджак с красной розой в петлице.

## Речь
Джавахарлал Неру хорошо владел литературным английским языком и был автором ряда книг, в которых раскрылся его литературный и поэтический дар. В речи «Свидание с судьбой» его литературные способности были применены в полной мере. Текст речи написан под влиянием буддийских и священных индусских текстов, выраженных через средства классической британской литературы
Речь состоит из двух частей, которые были разделены ударами часов, указавших о наступлении нового дня. Речь длилась около 8 минут и состояла из 1099 слов.
Много лет назад мы назначили свидание с судьбой, и теперь настал час, когда мы выполним свое обещание — не полностью и не в полной мере, но в значительной степени. В тот момент, когда часы пробьют полночь и мир погрузится в сон, Индия пробудится к жизни и свободе. Наступает момент, редкий в истории, когда мы переходим от старого к новому, когда завершается эпоха, и душа нации, долго подавляемая, обретает голос. В этот торжественный час мы должны дать обет посвятить себя служению Индии и её народу, а также великому делу человечества.
Фраза про то, что обещание свободы будет выполнено «не полностью, но в значительной мере» подразумевает раздел на два государства — Индия (в тот момент Индийский Союз) и Пакистан (в тот момент Доминион Пакистан).
Свобода и власть несут с собой ответственность. Эта ответственность лежит на этом Собрании, суверенном органе, представляющем суверенный народ Индии. Перед рождением свободы мы пережили все муки родов, и наши сердца тяжелы от памяти об этой боли. Некоторые из этих страданий продолжаются и сейчас. Тем не менее, прошлое осталось позади, и теперь будущее манит нас.
Упоминание о «страданиях продолжающихся и сейчас» отсылают к открытому конфликту между индусами и мусульманами, который вспыхнул в 1946 году и который с каждым днём становился все более жестоким.
Это будущее — не время покоя, а время непрерывных усилий, чтобы выполнить обещания, которые мы часто давали и которые дадим сегодня. Служение Индии означает служение миллионам страждущих. Это означает конец бедности, невежества, болезней и неравенства возможностей. Величайший человек нашего поколения мечтал утереть каждую слезу. Возможно, это нам не под силу, но пока есть слёзы и страдания, наша работа не будет завершена.
«Величайший человек нашего поколения мечтал утереть каждую слезу» — это отсылка к Махатме Ганди. К моменту выступления политические отношения между Неру и Ганди осложнились, а сам Махатма Ганди в это время был в Калькутте, где пытался предотвратить массовую резню мусульман.
К народу Индии, чьими представителями мы являемся, мы обращаемся с призывом присоединиться к нам с верой и уверенностью в этом великом начинании. Сейчас не время для мелочной и разрушительной критики, не время для злобы или обвинений. Мы должны построить величественный дом свободной Индии, где все её дети смогут жить.
После этих слов прозвучал бой часов, обозначивший наступление новых суток. Неожиданно в зале раздался звук шанкхи — священной раковины, важного атрибута в индуизме. Зал, в котором присутствовали представители различных партий, культурных и религиозных течений, а также гости, представлявшие иностранные государства, пришёл в замешательство. Оказалось, что один из членов Ассамблеи, набожный индуист, призывавал индуистских богов в свидетели торжества. Джавахарлал Неру, сделавший паузу на время боя часов, попытался спрятать улыбку, вызванную сложившейся ситуацией
Настал назначенный день — день, уготованный самой судьбой, — и Индия вновь предстаёт перед миром, пробудившись после долгго сна и борьбы, полная сил, свободная и независимая. Прошлое ещё в какой-то мере держит нас в своих оковах, и нам предстоит совершить многое, чтобы выполнить данные нами обеты. Однако переломный момент уже позади, и для нас начинается новая история - история, в которой мы будем жить и действовать, а другие будут писать о ней.

### Публикация черновиков
14 августа 2022 года Индийский национальный конгресс распространил рукописный черновик речи. Оказалось, что в черновике Неру предполагал произнести «country’s „date with destiny“» («свидение страны с судьбой»). Индийский политик Джайрам Рамеш назвал «моментом истинной гениальности» произнесённую Джавахарлалом Неру фразу «tryst with destiny» («свидание с судьбой») вместо написанной в черновике.

## Критика
Критики отмечают, что в индийском обществе «Свидание с Судьбой» вызывает искренние эмоции и «ностальгическую и сентиментальную привлекательность». Это достигается тем, что на протяжении всей речи в ней поддерживается атмосфера единства, и именно это ощущение единства оказывает завораживающее воздействие на слушателей. По этой причине она недостаточно исследуется.
С точки зрения стилистики, речь представляет собой риторическое обращение, в котором сочетаются объяснение с убеждением. Текст речи не просто информирует слушателей, а призывает к действию. При этом, несмотря на своё общепризнанное положение лидера, которое очень скоро получит подтверждение в виде выбора на должность первого премьер-министра Индии, Джавахарлал Неру использует сдержанный и уважительный тон по отношению к присутствующим и контексту, на фоне которого происходит обращение. Именно эту сдержанность часто критикуют более поздние, по отношению к речи аналитики. Ставя «Свидание с Судьбой» в один ряд с Декларацией независимости США, критики отмечают полное отсутствие проявления отношения Неру к Великобритании. Индийский писатель и общественный деятель Сандип Балакришна отмечает, что «Неру не смог собрать ни капли мужества, чтобы хотя бы раз в своей речи осудить британскую тиранию».
С точки зрения системно-функциональной грамматики, в тексте выделяется ряд процессов, определяющих восприятие:
- Материальные процессы (действия) — «мы выполним», «мы принимаем», «мы празднуем».
- Ментальные процессы (восприятие, мысли, чувства) — «мы думаем», «мы радуемся».
- Реляционные процессы (состояния и отношения) — «новая надежда рождается», «являемся детьми Индии».
- Вербальные процессы (передача информации) — «мы обращаемся с призывом», «мы выполним обещания».

При этом в тексте речи доминируют материальные процессы, которые выделяют активную позицию Неру. Он не просто описывает реальность, а призывает к действию.
Местоимение «мы», относящееся ко всем индийцам, включая говорящего, является самым частотным выражением в тексте речи. В большинстве случаев оно играет роль актора в материальных процессах. Ключевая функция дискурса «мы» заключается в отказе от личного прославления и переносе акцента на коллектив, что укрепляет идею: «во что верит множество людей, не может быть ошибочным». Этот риторический приём усиливает национальное единство, представляя Джавахарлала Неру частью народа, а не отдельным лидером, присваивающим себе чужие заслуги.
Следующими по частотности в тексте являются вариации обозначения «Индии», наиболее распространённым из которых выступает местоимение «она». Она также чаще всего выступает в роли актора в материальных процессах. Использование «Индии» в связке с позитивными процессами обладает высокой значимостью, конструируя версию событий, оптимальную для аргументации позиции Неру. Ещё одним значимым участником в тексте выступает «мир», который позволяет раскрыть дискурсивную функцию речи.
Противопоставление пассивного мира и активной Индии усиливает идею исключительности национального пробуждения. Конструкция с параллельными процессами («спать» — «пробудится») реализует мессианскую роль Индии в глобальном контексте.
Неру активно использует в своей речи номинализацию, с помощью которой маскирует субъективность, строит иерархию аргументов и усиливает убедительность за счёт снижения возможности дискуссии.
В целом текст речи сочетает номинализацию (для снижения дискуссионности ключевых тезисов), церемониальную риторику (для усиления эмоционального воздействия) и императивность (для конструирования коллективной ответственности).
Одним из важных недостатков выступления Джавахарлала Неру критики называют использование английского языка, который отождествляют с колониализмом. Сандип Балакришна считает, что использование английского языка привело к чрезмерной книжности, перегруженности обобщениями и красивыми, но малозначащами фразами.

## Значение
Адмирал Лакшминаян Рамдас, 13-й Начальник штаба ВМС Индии, вспоминал, что толчком к решению связать судьбу с вооружёнными силами Индии стала речь «Свидание с судьбой»:
Мне было четырнадцать, я горел энтузиазмом и вступил в вооружённые силы молодой независимой новой Индии, полный решимости служить и защищать нашу с трудом завоеванную демократию и свободу — где «братство» стало ключевой идеей.
В сентябре 2023 года примьер-министр Индии Наренда Моди заявил, что «отголоски исторической речи Джавахарлала Неру „Свидание с Судьбой“ в парламенте, продолжают вдохновлять избранных представителей страны».

## Отражение в искусстве
3 марта 1977 года в Мумбаи открылся планетарий Неру-центра. Первое шоу планетария, которое была показано 14 августа 1977 года называлось «Tryst with Destiny» и было посвящено знаменитой речи Джавахарлала Неру. В программе шоу была демонстрация небесных светил на небе в Мумбаи и Дели в ночь с 14 на 15 августа 1947 года и завершалось воспроизведением речи. 27 октября 1984 года было продемонстрированно обновлённое шоу «A Tryst with Destiny — revised».
Салман Рушди высказал мнение, что современная Индия стала нацией, вновь рождённой в полночь, когда была произнесена речь «Свидание с Судьбой». Рушди назвал поколение детей, родившихся во время произнесения речи, «детьми полуночи». Именно так он назвал роман, изданный в 1981 году и позже получивший Букеровскую премию.
Индийская скульптор-авангардист Шилпа Гупта в 2007 году представила звуковую инсталляцию «Tryst with Destiny — Speech on the granting of Indian independence, August 14th, 1947, Jawaharlal Nehru (1889—1964)», которая выставлялась в художественном музее Мори (Токио). Инсталяция противоставляет толпу, которая слушала речь Джавахарлала Неру, одинокому микрофону, бормочащему запись выступления, которую озвучивает сама художница. Инсталяция пытается привлечь внимание к несоответствию между идеалами, провозглашенными Неру, и современной политической реальностью, которая разобщает Индию. Шилпа Гупта сопоставляет персональное и коллективное восприятие, через одинокий микрофон, которые превращается из авторитарного получателя видения одного человека в оратора, через которого мы слышим единый символический голос массы людей.
15 августа 2016 года компания Google поместила на свою страницу дудл, посвящённый речи «Свидание с Судьбой».